# كاكا (لاعب كرة قدم مواليد 1981)
كاكا (بالبرتغالية: Claudiano Bezerra da Silva‏) هو لاعب كرة قدم برازيلي في مركز الدفاع، ولد في 16 مايو 1981 في São José do Belmonte ‏ في البرازيل. لعب مع أكاديميكا كويمبرا وديبورتيفو لاكورونيا وسبورتينغ براغا ونادي أبويل ونادي أومونيا ونادي بوا إيسبورت ونادي تونديلا ونادي ساو كايتانو ونادي مول فيهيرفار ونادي هرتا برلين.

## وصلات خارجية
- كاكا (لاعب كرة قدم مواليد 1981) على موقع قاعدة بيانات كرة القدم.إي يو (الإنجليزية)
- كاكا (لاعب كرة قدم مواليد 1981) على موقع بيانات كرة القدم. دي إي (الألمانية)
- كاكا (لاعب كرة قدم مواليد 1981) على موقع Soccerway.com (الإنجليزية)
- كاكا (لاعب كرة قدم مواليد 1981) على موقع عالم كرة القدم.نت (الإنجليزية)
- كاكا (لاعب كرة قدم مواليد 1981) على موقع AS.com (الإسبانية)